# Lee Blakeley
Répertoire
A Little Night Music (2010)
 Sweeney Todd (2011)
 Into the Woods (2014)

The King and I (2014)
Kiss Me, Kate (2016)
Scènes principales
Covent Garden, English National Opera, Scottish Opera, théâtre du Châtelet
Lee Blakeley est un metteur en scène britannique, né le 16 août 1971 dans le Yorkshire (Angleterre) et mort le 4 août 2017,.

## Biographie
Lee Blakeley est formé à l'école d'art dramatique de Richmond puis à la Royal Scottish Academy of Music and Drama. En tant que comédien, il apparaît notamment The Vanishing Bridegroom de Judith Weir et La Calisto de Francesco Cavalli, avant de se tourner vers la mise en scène, principalement dans le domaine lyrique.
En 1999, il réalise une version réduite du Don Giovanni de Mozart pour la compagnie Opera North puis, l’année suivante, le projet Damned and Divine pour l’English National Opera. En 2001, il met en scène Clori, Tirsi e Fileno et Handel in Heaven d'après Haendel dans le cadre du Covent Garden Festival, puis, en 2002, Le nozze di Figaro pour le British Youth Opera. Parallèlement, il devient l’assistant de David McVicar, dont il reprend de nombreuses productions à travers le monde.
Directeur artistique de l'Opera Theatre Europe, il commande au compositeur américain une version réduite de son opéra Thérèse Raquin de Tobias Picker d'après Émile Zola, créée en mars 2006 au Linbury Studio de Covent Garden. En 2008, sa production de A Night at the Chinese Opera de Judith Weir au Scottish Opera remporte un énorme succès et lui vaut une nomination aux Theatre Awards (en). Il signe ensuite la mise en scène de L'Amour des trois oranges de Serge Prokofiev et de Die Fledermaus de Johann Strauss.
Metteur en scène associé au Covent Garden de Londres, au festival de Glyndebourne et à l’English National Opera, il travaille également aux États-Unis pour l'Opéra de Houston, l'Opéra de Santa Fe (Madama Butterfly, Les Pêcheurs de perles, La Grande-duchesse de Gérolstein et Rigoletto), le Minnesota Opera (en) (Orphée et Eurydice), l'Opéra de San Francisco, l'Opéra de Los Angeles (Falstaff), l'Opéra de Saint Louis (en) (Riccardo Primo, Macbeth), mais aussi au Canada avec la Canadian Opera Company (Les Contes d'Hoffmann), en France à l’Opéra de Nantes-Angers (Il turco in Italia) ou encore en Belgique au Vlaamse Opera (La Veuve joyeuse).
En 2010, il entame une fructueuse collaboration avec le théâtre du Châtelet pour lequel il met en scène une série de comédies musicales de Stephen Sondheim(A Little Night Music en 2010, Sweeney Todd en 2011, Sunday in the Park with George en 2013 et Into the Woods en 2014), ainsi que The King and I de Rodgers et Hammerstein en 2014 et Kiss Me, Kate de Cole Porter en 2016.